# Susan Ward
Susan Ward (Monroe (Louisiana), 15 april 1976) is een Amerikaans actrice en model.
Ward groeide op bij haar moeder op een boerderij in Monroe, maar verhuisde op 13-jarige leeftijd naar New York om model te worden. Na een week kreeg ze een contract bij Ford Modeling Agency. Na enige tijd besloot ze acteerlessen te nemen en in 1995 kreeg ze een terugkerende rol in de soapserie All My Children. In december 1995 verhuisde ze naar Los Angeles, waar ze een bijrol kreeg in de kortdurende tienerserie Malibu Shores. Daar raakte ze goed bevriend met Charisma Carpenter.
In 1997 kreeg ze een van de belangrijkste rollen in de soapserie Sunset Beach, waarin ze de rol speelde waarvoor ze het best wordt herinnerd: Meg Cummings. Nadat deze in 1999 werd stopgezet, deed ze zonder succes auditie voor een rol in Dawson's Creek. In 2000 had ze de hoofdrol in de horrorfilm The In Crowd.